# Балдаєв Данциг Сергійович
Данциг Сергійович Балдаєв (рос. Данциг Сергеевич Балдаев; 19 грудня 1925, Улан-Уде — 23 січня 2005, Санкт-Петербург) — співробітник НКВС і МВС СРСР, автор праць із судової медицини. Дослідник і тлумач мови і татуювань радянського і російського кримінального світу. Автор численних малюнків про ГУЛАГ.

## Біографія
Походив із сім'ї бурятського фольклориста і етнографа Сергія Петровича Балдаєва, підростав у Москві. Його мати померла в 1935 році, батька арештували 1938 року і депортували. Балдаєв опинився у дитячому будинку для дітей «ворогів народу», поблизу Тулуна в Сибіру.
У січні 1943 року був мобілізований до лав Червоної Армії і потрапив на маньчжурський фронт. Після війни і демобілізації, 1948 року він переїхав до батька в Ленінград, де отримав посаду в органах МВС СРСР, спочатку як пожежник, а в 1951 році як наглядач у в'язниці «Крєсти». З 1957 року він навчався в школі міліції на Кавказі, яку закінчив з відзнакою, після чого працював у ленінградському кримінальному розшуку до виходу на пенсію в 1981 році в званні майора.
Балдаєв протягом майже півстоліття займався тлумаченням мови і символіки татуювань російської в'язниці і втіленням власних враженнь від ГУЛАГу в численні рисунки.

## Робота
Протягом майже п'ятдесяти років Балдаєв замалював близько 3600 татуювань створених у різних радянських і російських в'язницях і трудових таборах, зокрема відвідував з цією метою буцегарні УРСР. Татуювання відтворювали ставлення до життя, погляди, кримінальний досвід, термін утримання під вартою, ставлення до держави і позиції в злодійській ієрархії їх носіїв тощо. Робота сприяла формуванню у Балдаєва розуміння традиції татуювань «злодіїв у законі».

## Праці
- Danzig Baldaev. Russian criminal tattoo encyclopaedia. — 2003—2009. — T. 1. — T. 2. — T. 3.
- Danzig Baldaev. Drawings from the Gulag. — 2010.